# Mahican
Mahican (Mohican) su indijanski narod, odnosno konfederacija Algonquianskih plemena koja je živjela duž rijeke Hudson u New Yorku. Ime Mahican označava 'vuka' (u francuskom Loups), ali oni su Nizozemcima i Englezima bili poznati i kao River Indians. 

## Ime
Mohican su sebe označavali kolektivnim imenom  "Muhhekunneuw"  u značenju "people of the great river", a odnosi se na rijeku Hudson. Druga plemena nazivala su ih raznim imenima. Irokezi, što pripadaju porodici Iroquoian, i nisu ih mogli razumjeti nazivali su ih Akochakaneń, "Those who speak a strange tongue". Zbog svoje lokacije uz rijeku Hudson, Nizozemci su ih nazvali Riječni Indijanci, i Canoe Indijanci od drugih naseljenika, jer je kanu bio glavno prijevozno i transportno sredstvo Mohikanaca. Druga manje poznata imena za njih su Hikanagi ili  Nhíkana (Shawnee), Mourigan (Francuzi), Uragees, koje je zabilježio Colden (1747) i druga.

## Plemena saveza
- Mahican, imali su jedno selo u Vermontu, Winooskeek, na ušću Winooski Rivera. S plemenima Mechkentowoon i Wiekagjoc u New Yorku su imali 7 sela.
- Mechkentowoon, zapadna obala Hudsona, New York.
- Westenhuck (Stockbridge, Housatonic), kod Great Barringtona, u Massachusettsu. Imali su jedno selo
- Wawyachtonoc, u okruzima Dutchess i Columbia u New Yorku, i istočno od rijeke Housatonic u Connecticutu. Imali su sedam sela.
- Wiekagjoc, istočna obala Hudsona, blizu Hudsona.

## Sela
Ashowat, Catantaquck, Checapscaddock, Kitemaug, Mamaquaog, Mashantackack, Massapeag, Mohegan, 
Moosup, Nawhesetuck, Pachaug, Paugwonk, Pautexet, Pigscomsuck, Poquechanneeg, Poquetanock, Shantuck, Showtucket ili Shetucket, Wauregan, Willimantic, Yantic.

## Kultura
Mahicani su živjeli po selima koja su se sastojala od 20 – 30 kuća, obično podizane na brjegovima i zaštićene palisadama. Svako selo Mahicana imalo je poglavicu, čin poglavice bio je nasljedan. Postojalo je i vijeće birano od stanovnika sela. 
Mahicani su se bavili lovom po šumama, ribolovom po rijekama i jezerima, a uzgajali su i kukuruz,  grah i 'squash-tikve(),  sakupljala se divlja biljna hrana i javorov slatki sok, što je bio ženski posao. 

## Povijest
Mahican Indijanci prvi kontakt s bijelcima imaju ranih 1600-tih godina. Bili su to nizozemski trgovci koji su postali saveznici divljih Mohawk-ratnika, njihovih neprijatelja. Naoružani nizozemskim puškama Mohawki su protjerali Mahicane iz njihove domovine. Razbijeni Mahicani (često nazivani Mohikancima) naseljavali su se među drugim plemenima gdje su izgubili identitet. Nestanak ovog naroda inspirarao je James Fenimore Coopera da napiše klasičnu novelu 'The Last of the Mohicans', izdanu 1826. godine. 
Grupa Mahicana ipak se održala u sadašnjem zapadnom Massachusettsu. 1730-ih naselja Mahicana su preobraćena na kršćanstvo. Izgrađena je crkva i škola oko kojih je niknulo novo naselje Stockbridge. Mahicani ovog područja postat će poznati kao Stockbridge Indijanci. 
Prema Mooneyu Mahican-populacija 1600. godine iznosila je 3,000 duša. Lee Sultzman kaže da ih je 1672. preostalo 1,000. Daljnja povijest Mahicana povijest je plemena Stockbridge. 

## Slike
- Tetovirano lice, Indijanci Mahican (poglavica Etow Oh Koam)

## Vanjske poveznice
- Mahican  Arhivirana inačica izvorne stranice od 29. rujna 2007. (Wayback Machine)
- Mahican History
- Mahican Indian History
- Mahican  Arhivirana inačica izvorne stranice od 18. veljače 2006. (Wayback Machine)